# ماجراهای آقای دوستی
ماجراهای آقای دوستی نام یک مجموعهٔ تلویزیونی ایرانی به کارگردانی مسعود نوابی (کارگردان) و مسعود رشیدی است که در سال ۱۳۶۷ تهیه و از شبکه ۱ سیمای جمهوری اسلامی ایران  پخش شد.

## خلاصه داستان
این مجموعه تلویزیونی درباره مشکلات «آقای دوستی» است که به تازگی از روستا به شهر آمده است.

## بازیگران و عوامل تولید

### بازیگران
- مهری ودادیان
- علی‌رضا خمسه
- روح‌انگیز مهتدی
- پروین سلیمانی
- پرویز سلیمانی
- غلامرضا امیری
- زهرا امیری
- زهره امیری
- نوروز غیاثی
- حسن بلور
- علی آقاجانی
- اکبر توفان‌پناه
- حسن حدادی
- عباس میرزایی
- امید کرمانی

### عوامل تولید
- کارگردان: مسعود نوابی، مسعود رشیدی
- نویسنده: فرهنگ مهرپرور
- تصویربردار: علیمراد رضایی، احمد قانعی
- تهیه‌کننده: انوش نوروزی
- فرمت پرونده: ۱۶ میلیمتری
- محصول: گروه اجتماعی شبکه ۱ سیمای جمهوری اسلامی ایران
- سال تولید و پخش: ۱۳۶۷